# 佐藤友昭
佐藤 友昭（さとう ともあき、1968年10月19日 - ）は、元社会人野球選手（一塁手、外野手）。プリンスホテルに所属していた。
1996年アトランタオリンピック野球日本代表。

## 来歴・人物
愛知県出身。享栄高等学校では近藤真一、長谷部裕のバッテリーを擁し、一塁手、三番打者として1986年に春夏の甲子園に出場。春の選抜は1回戦で新湊高のエース酒井盛政に完封負け。夏の選手権は3回戦に進むが、高知商の岡林洋一に抑えられ惜敗。中央大学に進学。東都大学野球リーグでは優勝に届かず、1989年秋季リーグに二部降格。1987年秋季リーグでベストナイン（一塁手）に選出されている。2年上に笘篠賢治、1学年上に川端一彰、1学年下に中山雅行がいた。
大学卒業後の1991年にはプリンスホテルに入社し、都市対抗などで活躍。1992年には社会人野球日本選手権で山下和輝とクリーンアップを組み、武藤潤一郎、前田勝宏、斉藤貢らの活躍で決勝に進出。東芝に大差で敗れ準優勝にとどまるが、同大会の敢闘賞、優秀選手賞を獲得。同年の社会人ベストナイン（外野手）にも選出された。1993年アジア野球選手権大会、1994年のワールドカップ、1995年のインターコンチネンタルカップ日本代表となる。1996年にはアトランタオリンピック日本代表に選出され、日本の銀メダル獲得の原動力となった。その後も活躍を続け、1997年のアジア選手権日本代表も経験。
2000年限りで野球部が解散したのを期に同社を退社。その後は母校の享栄高でコーチを務め、2005年から2010年まで監督を務めた。

## 表彰
- 第19回社会人野球日本選手権大会敢闘賞（1992年）
- 社会人ベストナイン（1992年）
- 都市対抗野球大会10年連続出場（2000年）